# Gréta Salóme Stefánsdóttir
Gréta Salóme Stefánsdóttir (Mosfellsbær, 11 november 1986) is een IJslandse zangeres.

## Biografie
In 2012 deed ze mee aan Söngvakeppni Sjónvarpsins, waar ze samen met Jónsi de overwinning behaalde met het nummer Mundu eftir mér. De tekst en de muziek van het nummer zijn beide gemaakt door Gréta Salóme. Opvallend is dat ze naast Mundu eftir mér nog een nummer in competitie had: Aldrei sleppir mér. Dit nummer zong ze samen met Heiða & Guðrún Árný. Ook dit nummer plaatste zich voor de finale van Söngvakeppni Sjónvarpsins 2012. Gréta besloot echter enkel Mund eftir mér te zingen in de finale, waarmee ze ook won. Dankzij haar overwinning mocht ze samen met Jónsi IJsland vertegenwoordigen op het Eurovisiesongfestival 2012, in Bakoe, Azerbeidzjan. Het lied werd voor de gelegenheid in het Engels vertaald als Never forget. Ondanks dat het onder de fans, voorafgaand aan het festival, een favoriet was, eindigde het duo er als twintigste op zesentwintig deelnemers.
Op het Eurovisiesongfestival 2016 mocht Gréta Salóme wederom IJsland vertegenwoordigen, ditmaal met het lied Hear them calling. Ze eindigde in de eerste halve finale als 14e van de 18 deelnemers en werd bijgevolg uitgeschakeld.

## Discografie

### Singles
| Single met hitnotering(en) in de Vlaamse Ultratop 50 | Datum van verschijnen | Datum van binnenkomst | Hoogste positie | Aantal weken | Opmerkingen                  |
| ---------------------------------------------------- | --------------------- | --------------------- | --------------- | ------------ | ---------------------------- |
| Never forget                                         | 2012                  | 26-05-2012            | tip80           | -            | als Gréta Salóme / met Jónsi |

1986: ICY · 
1987: Halla Margrét · 
1988: Beathoven · 
1989: Daníel Ágúst · 
1990: Stjórnin · 
1991: Stefán & Eyfi · 
1992: Heart 2 Heart · 
1993: Inga · 
1994: Sigga · 
1995: Bo Halldórsson · 
1996: Anna Mjöll · 
1997: Paul Oscar · 
1999: Selma · 
2000: August & Telma · 
2001: Two Tricky · 
2003: Birgitta · 
2004: Jónsi · 
2005: Selma · 
2006: Silvia Night · 
2007: Eiríkur Hauksson · 
2008: Euroband · 
2009: Yohanna · 
2010: Hera Björk · 
2011: Sigurjón's Friends · 
2012: Gréta Salóme & Jónsi · 
2013: Eyþór Ingi Gunnlaugsson · 
2014: Pollapönk · 
2015: María Ólafsdóttir · 
2016: Gréta Salóme · 
2017: Svala · 
2018: Ari Ólafsson · 
2019: Hatari · 
2021: Daði & Gagnamagnið · 
2022: Systur · 
2023: Diljá · 
2024: Hera Björk · 
2025: Væb
- Bibsys: 8064964
- International Standard Name Identifier: 0000 0004 6158 8047
- MusicBrainz: b176b32a-ceeb-43f0-bcb9-c74a89b91b03
- Virtual International Authority File: 233149196455574791363